# Stegomyia quasiscutellaris
Stegomyia quasiscutellaris is een muggensoort uit de familie van de steekmuggen (Culicidae). De wetenschappelijke naam van de soort is voor het eerst geldig gepubliceerd in 1944 door Farner & Bohart.